# Hahnia oreophila
Hahnia oreophila är en spindelart som beskrevs av Simon 1898. Hahnia oreophila ingår i släktet Hahnia och familjen panflöjtsspindlar.
Artens utbredningsområde är Sri Lanka. Inga underarter finns listade i Catalogue of Life.